# Math2me
Math2me es una organización educativa y sitio web creado en 2009 por el docente mexicano José Alejandro Andalón Estrada, egresado del Centro de Investigación Científica y de Educación Superior de Ensenada (CICESE).
Es creadora de material educativo en función al estudio de la física y de las matemáticas básicas. Su función principal es crear contenido multimedia que permita que las personas puedan estudiar por su cuenta propia (autoaprendizaje), y de igual manera motivando a los estudiantes para desarrollar la lógica matemática y entender su importancia para el desempeño de cualquier actividad en la vida cotidiana.
Es conocida por dar clases totalmente gratuitas así como reportajes relevantes que pueden ser de ayuda para docentes, asesores educativos y estudiantes, desde educación básica hasta educación universitaria. De igual manera es uno de 15 canales de educación más importantes de YouTube de habla hispana.

## Historia
José Alejandro Andalón Estrada era docente del bachillerato COBACH BC. A partir del año 2000 fue entrenador de olimpiadas de matemáticas en Baja California. Años más tarde, específicamente el 3 de marzo de 2009, quería explicar 6 ejercicios a 6 alumnos seleccionados en baja california para asistir a un concurso de matemáticas en el estado de Sonora (UNISON), pero se encontraban en diferentes ciudades del estado. El vio la necesidad de transmitir de forma no presencial sus conocimientos más importantes a larga distancia.
José Andalón considerado la idea de explicar los ejercicios con vídeos en una página web por medio de un cuaderno pero María González Sánchez, su actual esposa, le sugirió usar un pintaron que ya tenía, por lo que subió los vídeos a internet con el dominio de "asesoriasdematematicas.com" y posteriormente consideró continuar elaborando vídeos de matemáticas que no fueran solamente de concursos.
El 25 de abril de 2009 se creó el canal "asesoriasdematecom" en la plataforma de YouTube empezándose a subir vídeos de matemáticas de nivel bachillerato en el cual José Andalón tiene experiencia como docente. María González se encargó de los diseños de los vídeos y de la página web que diera un concepto atractivo al sitio, además de la fabricación de ideas y enlaces de comunicación con el público.
Con la popularidad generada, el 24 de enero de 2010 se compró el dominio math2me.com visualizando un concepto global de la empresa ya que, según el fundador, el contenido de las matemáticas no son solamente para determinados países, sino también para el resto de todo el mundo. Sin embargo fue hasta el 22 de abril de 2011 que se reemplazó asesoriasdematematicas.com al dominio math2me.com. 
Buscando difundir la enseñanza de las matemáticas a personas que no tuvieran acceso al internet, se empezó a transmitir math2meTV en la ciudad de Tijuana (tvtijuana) el 7 de marzo de 2012, para el 2013 en abril en el estado de guerrero (rtvgro) y en sonora (telemax) en el mes de julio del mismo año.
Con el interés de preservar la cultura mexicana, en agosto de 2013 con apoyo de la CDI (Comisión Nacional para el Desarrollo de los Pueblos Indígenas) se empezaron a traducir 43 vídeos de aritmética a la lengua mixteca.